# Nécropole d'Ágios Athanásios
La nécropole d'Ágios Athanásios (en grec moderne : Τάφος Αγίου Αθανασίου) est un ensemble de trois tumuli macédoniens des périodes archaïque, hellénistique et byzantine situé à Ágios Athanásios, près de Thessalonique, en Grèce. Documenté à partir du milieu des années 1960, le site funéraire est intensément fouillé dans les années 1990. La tombe macédonienne III, monument principal de l'ensemble réputé pour la qualité de sa décoration peinte, est datée de la fin du IVe siècle av. J.-C.

## Description du site
La nécropole d'Ágios Athanásios est située à environ 20 km à l'ouest de Thessalonique, dans une région qui appartenait à l'époque macédonienne à la ville d'Héraclée ou de Chalastra. Près du village moderne de Géfyra, la nécropole dite « Toumba Topsin », occupée du Néolithique jusqu'à l'époque hellénistique, marque vraisemblablement l'emplacement de la ville antique de Chalastra.
Le site funéraire d'Ágios Athanásios est composé de trois tumuli de terre abritant au total quatre tombes de type macédonien et de nombreuses autres sépultures antiques et byzantines. À environ 800 m au nord-est de Toumba Topsin, de l'autre côté de l'autoroute A1, s'étend le premier tumulus. Le deuxième, lieu funéraire principal de l'ensemble, est localisé à environ 2,7 km au sud-est du premier monticule. Le troisième tumulus est quant à lui situé à environ 600 m au sud-est du précédent tertre.

### Premier tumulus
40° 43′ 49″ N, 22° 42′ 50″ E

#### Tombe macédonienne I

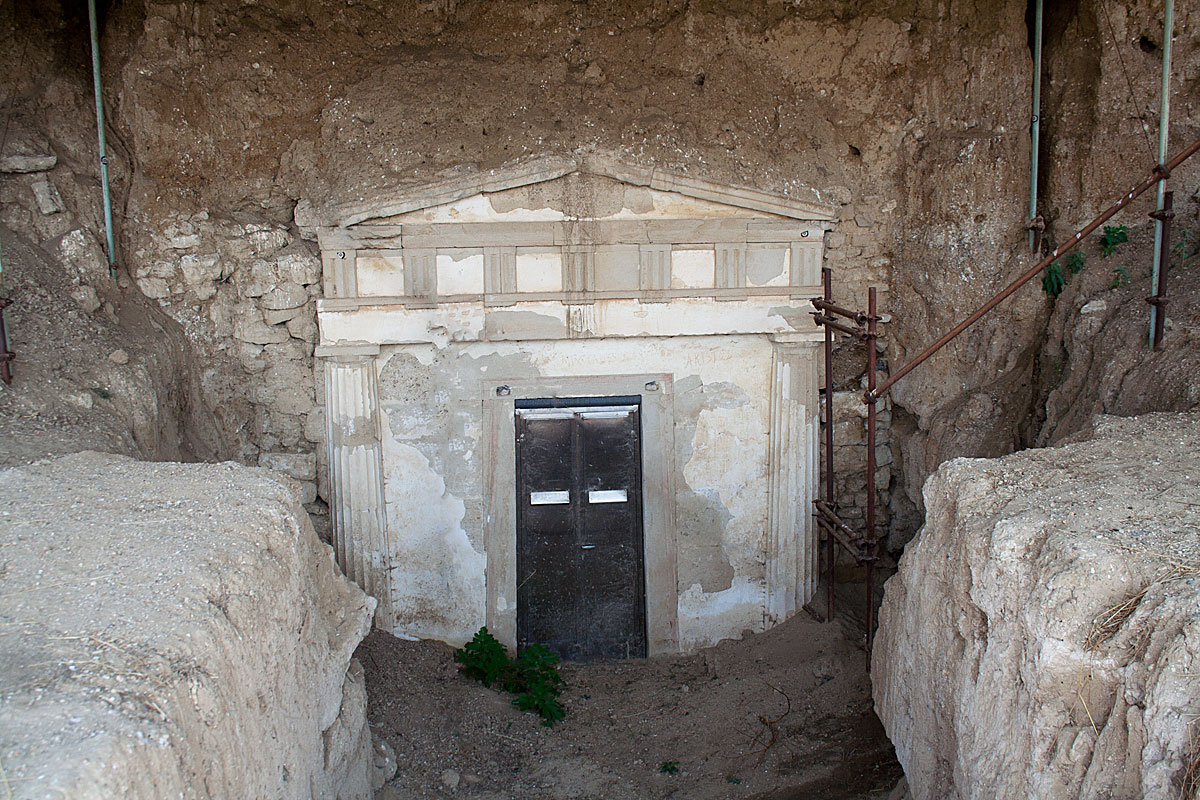
Façade de la tombe macédonienne I.

La tombe macédonienne I présente une façade dorique, une antichambre et une chambre funéraire séparées par une porte double en marbre. La création ultérieure d'un dromos élargi devant la façade, ainsi que la présence de deux lits en pierre (klinê) et d'un fauteuil (diphros) dans la chambre funéraire, tendent à indiquer que la sépulture abrite plusieurs dépouilles.

#### Autres tombes
Les premières fouilles du milieu des années 1960 ont mis au jours trois grandes tombes à ciste pillées du IIIe siècle av. J.-C. Les campagnes conduites au début des années 1990 ont par la suite révélé six tombes archaïques du VIe siècle av. J.-C. et une ciste pillée datant vraisemblablement de la seconde moitié du IVe siècle av. J.-C.. De la céramique essentiellement corinthienne, des plaques en or (épistomia) servant à obstruer la bouche des morts,, un casque illyrien en bronze, des flèches en fer et des épées ont été découverts dans la dizaine de tombes concentrée à l'ouest de la tombe macédonienne. En 1997, un total de 28 tombes est recensé sur le site du premier tumulus.

### Tumulus principal
40° 42′ 39″ N, 22° 44′ 05″ E

#### Tombe macédonienne II

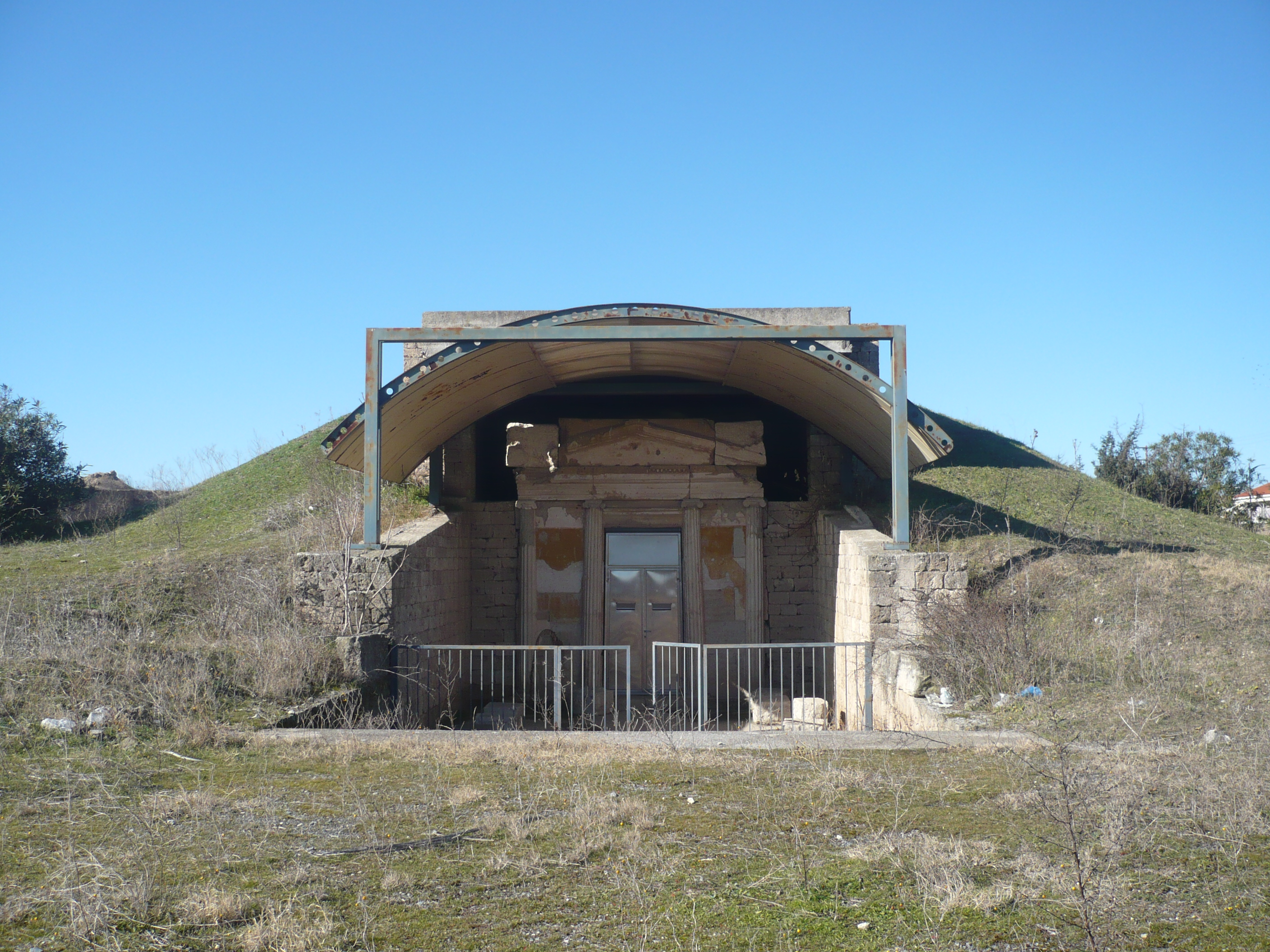
Façade de la tombe macédonienne II.

La tombe macédonienne II, datée de la fin du IVe siècle av. J.-C., présente une pseudo-façade ionique orientée vers l'est avec un entablement peint utilisant les principes de la perspective. La façade, qui comporte quatre colonnes engagées, est constituée de briques recouvertes de mortier blanc. Elle mesure entre 2,84 m et 3,60 m de largeur pour une hauteur d'environ 2,5 m. Elle est surmontée d'un fronton qui se termine par des éléments architecturaux ressemblant grossièrement à des acrotères.
La chambre funéraire (environ 2,4 m de long, 1,45 m de large et 1,7 m de haut) est colorée à la base des murs en gris-bleu, tandis qu'une bande supérieure est peinte de rouge. Sur un fond blanc, une frise court sur la partie sommitale des parois nord, sud et ouest. Elle représente un ensemble d'objets féminins, notamment un coffret fermé accompagné d'un décor végétal et surmonté d'un rouleau de papyrus, des chaussures en cuir, des sandales et des bonnets, ainsi que les traces probables d'une colombe, d'une pyxide et d'un miroir. Un larnax en bois recouvert de feuilles d'argent, renfermant les restes incinérés d'une femme, a été retrouvé à l'intérieur de la chambre funéraire.

#### Tombe macédonienne III

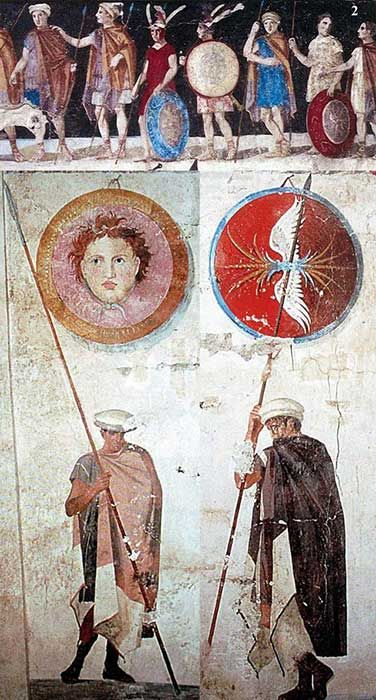
Extraits des fresques de la façade : partie droite de la frise du symposion (en haut), deux boucliers et soldats macédoniens (au-dessous).

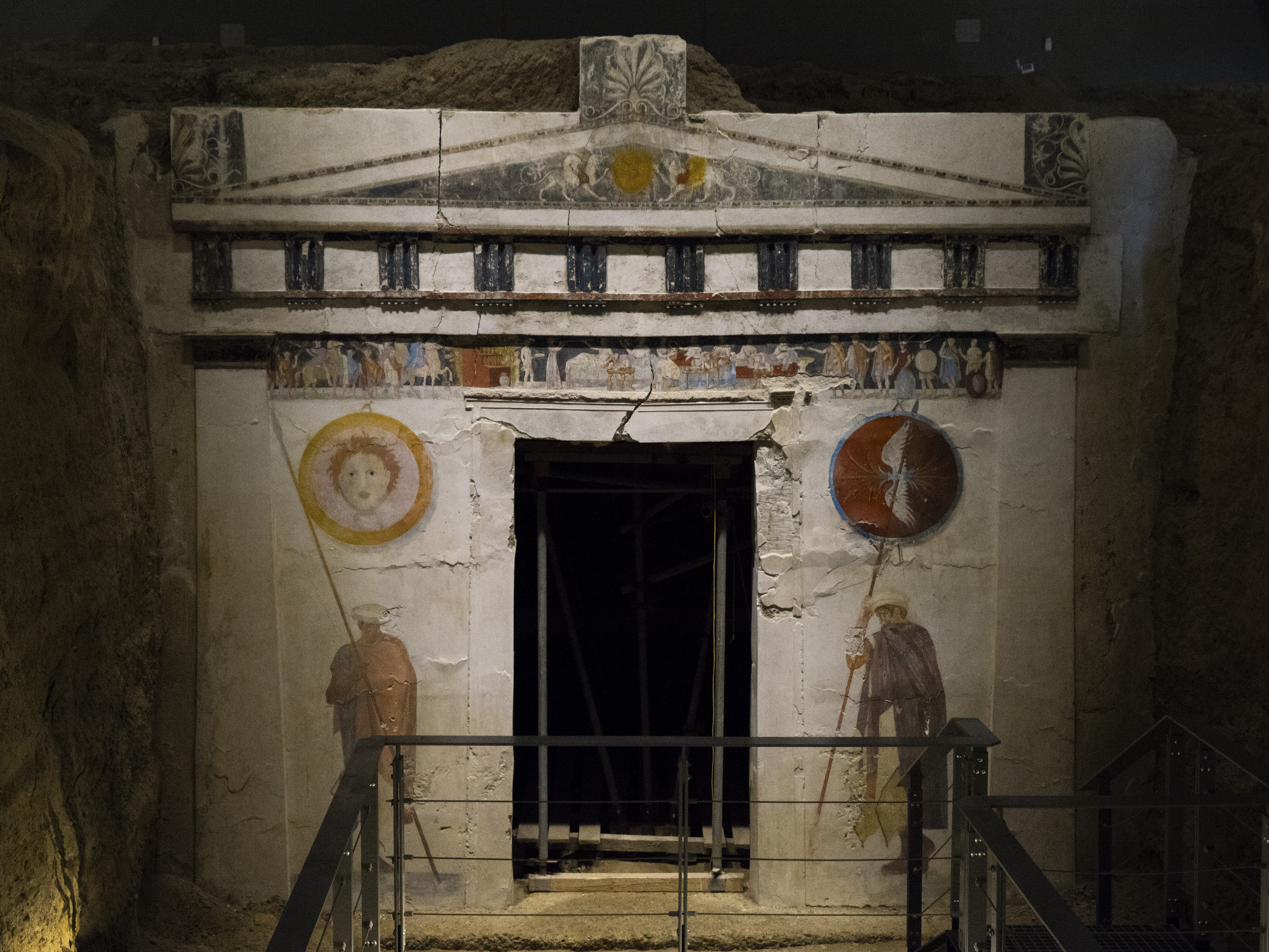
Façade de la tombe macédonienne III.

La tombe macédonienne III, construite en pierre calcaire et datée de la fin du IVe siècle av. J.-C., est située à 12 m en dessous du centre du tumulus. Bien que pillé durant l'Antiquité, le monument présente un riche décor de fresques considérées parmi les chefs-d'œuvre de la peinture de la Grèce antique.
La façade de la tombe, recouverte d'un enduit donnant l'apparence du marbre, mesure 5 m de large et 5,2 m de haut. Sur les extrémités latérales, deux pilastres aux chapiteaux surmontés d'une cimaise dorique bordent une frise de 35 cm de hauteur représentant un symposion. Au-dessus, une architrave est surmontée de triglyphes et de métopes. Au sommet de la façade, un fronton en trompe-l'œil, dont le tympan représente deux griffons et des motifs foraux autour d'une phiale dorée centrale, est couronné d'un acrotère à palmettes au centre et de deux acrotères latéraux à l'ornementation plus simple. Deux personnages masculins, munis d'une sarisse, coiffés d'un causia et vêtus d'une longue chlamyde, occupent la moitié inférieure de la façade, de chaque côté de la porte en tuf aujourd'hui détruite. Ces deux soldats macédoniens sont surmontés d'un bouclier aux couleurs vives, celui de gauche figurant une Gorgone sur fond rose cerclé d'orange et celui de droite un foudre sur fond rouge finement entouré de bleu.
La chambre funéraire unique, de forme carrée, mesure 3 m de côté et 4,6 m de haut. La décoration intérieure présente une partie inférieure en noir et supérieure en rouge tandis qu'une bande blanche en saillie sépare les deux sections. Au-dessus de la frange rouge court une frise en saillie de 18 cm alternant bucranes et rosettes sur fond noir. Quelques traces d'une peinture figurant un bouclier sont visibles sur le mur du fond de la chambre funéraire.
Un quart de statère en or à l'effigie de Philippe II et des fragments d'un lit (klinê) en ivoire ont été trouvés à l'intérieur de la tombe. Les restes d'une cuirasse rigide en fer semblable à celle attribuée à Philippe II, d'un casque phrygien, de cnémides en fer, d'un bouclier, d'un poignard et de têtes de flèche démontre le statut aristocratique et la fonction militaire éminente du défunt. Ce dernier est probablement un illustre Compagnon, cavalier d'élite de l'armée macédonienne.

Détails de la frise de la façade de la tombe macédonienne III
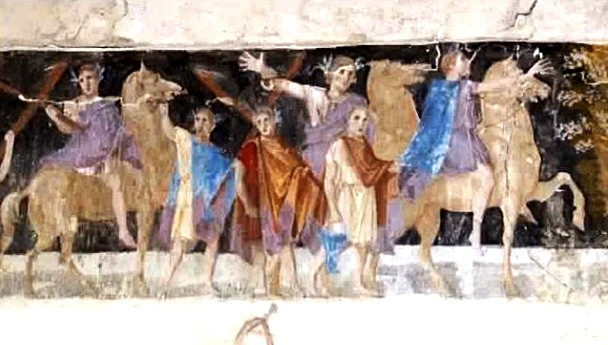
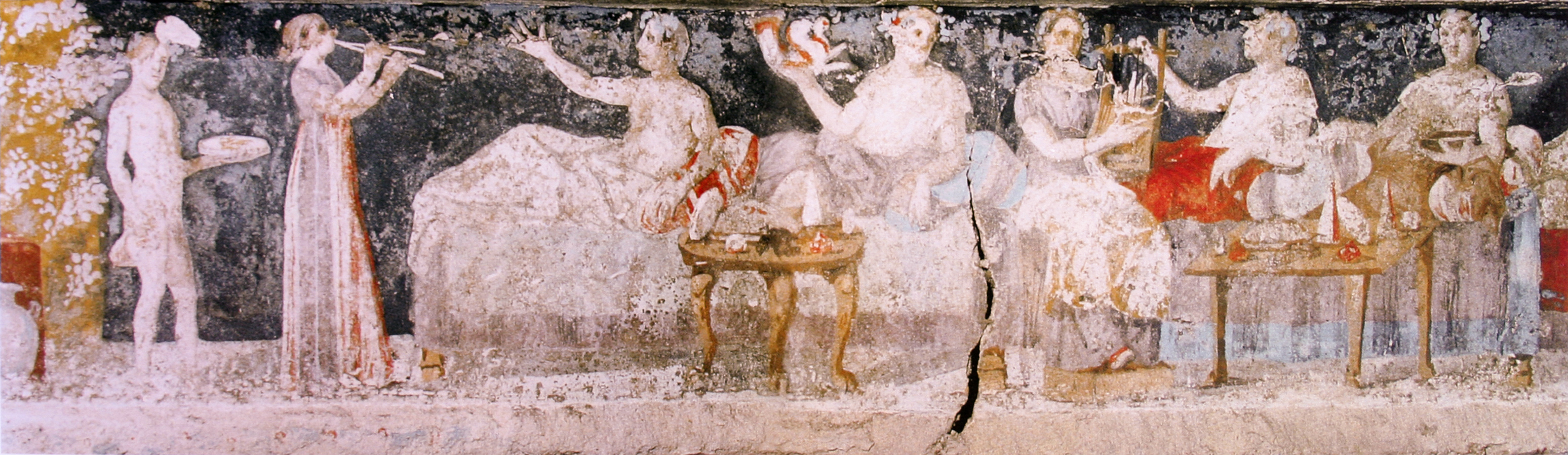

#### Autres tombes
Le tumulus principal comprend notamment deux tombes à ciste non pillées, la première étant située dans la partie orientale du monticule, tandis que la seconde occupe la partie nord-ouest du tertre.

### Troisième tumulus
40° 42′ 32″ N, 22° 44′ 33″ E

#### Tombe macédonienne IV

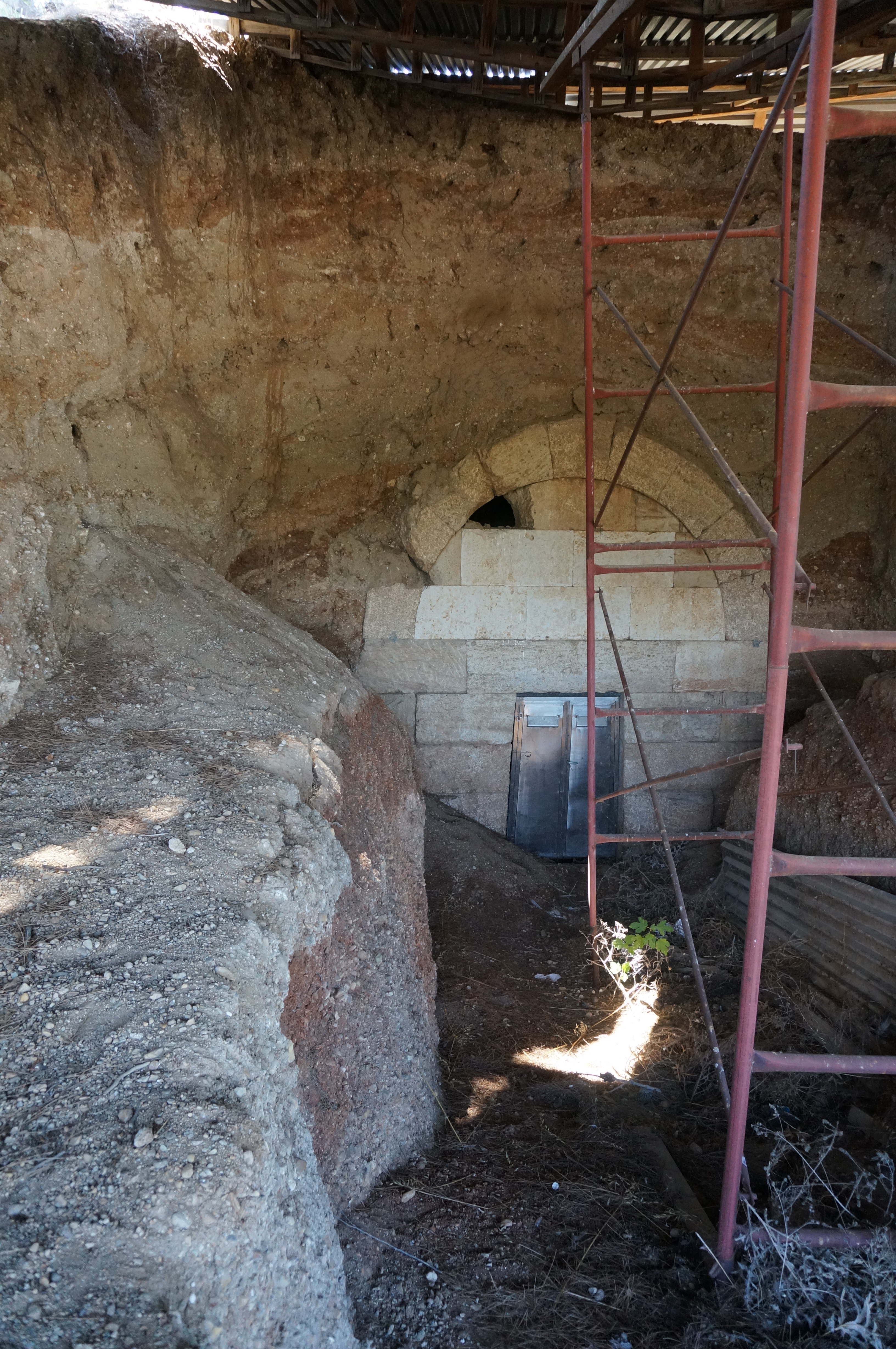
Façade de la tombe macédonienne IV.

Pillée à plusieurs reprises, la tombe macédonienne IV, à chambre unique, mesure environ 4,90 m de hauteur et est datée de la fin du IVe ou du début du IIIe siècle av. J.-C.. Elle comporte trois lits en pierre (klinê) disposés sur chacun des murs faisant face à la porte.

#### Autres tombes
À l'intérieur d'une tombe à ciste datée du début du IIIe siècle av. J.-C., une couronne d'olivier en or ainsi qu'un coffre en bois renfermant les cendres d'un jeune homme ont été mis au jour. En outre, 46 tombes simples construites à faible profondeur durant la période byzantine, riches de bijoux en bronze, ont été recensées au cours des années 1990.

## Historique des fouilles
La nécropole d'Ágios Athanásios est fouillée par Fótis Pétsas (el) à partir de 1966. L'archéologue grec met notamment au jour une tombe macédonienne (dite « tombe I » ou « tombe de Géfyra ») et trois grandes tombes à ciste au sein du premier tumulus. Les deux autres monticules sont également identifiés dans les années 1960 à la suite de travaux routiers entre Thessalonique et Véria. L'ensemble funéraire bénéficie d'un classement au titre des sites archéologiques de Grèce en 1969. Sous le troisième tumulus, une première tombe à ciste est brièvement documentée en 1980, suivie d'une seconde sépulture de type macédonien (dite « tombe IV ») deux années plus tard.
S'appuyant sur la dynamique résultant du choix de Thessalonique comme capitale européenne de la culture en 1997, des fouilles d'ampleur conduites par la 16e Éphorie des antiquités préhistoriques et classiques sont réalisées dans la région d'Ágios Athanásios à partir de 1992,. Les travaux d'excavation se concentrent tout d'abord sur le premier tumulus jusqu'en 1993. Quelques mois plus tard, au printemps 1994, la tombe macédonienne III du tumulus principal, spectaculaire par la richesse de sa décoration, est découverte. Au cours de l'été 1995, une fouille d'envergure du troisième tumulus permet l'excavation et l'étude détaillée des deux tombes principales et de la multitude de tombes de l'époque byzantine.
Au milieu des années 2010, des travaux structurels et de mise en valeur du tumulus principal ont permis de protéger le monument des éléments météorologiques et son ouverture au public.
L'archéologue David Grant émet l'hypothèse selon laquelle le site d'Ágios Athanásios pourrait être la nécropole des Antipatrides.

#### Sur le premier tumulus
- (el) María Tsimbídou-Avlonití, « Ταφικός τύμβος στον Αγ. Αθανάσιο Θεσσαλονίκης: Νέα ανασκαφικά στοιχεία » [« Tumulus à Ágios Athanásios (Thessalonique) : nouvelles données de fouilles »], Le travail archéologique en Macédoine et en Thrace, Thessalonique, vol. 6,‎ 1992, p. 369–382 (ISSN 1106-5311, lire en ligne).

#### Sur le tumulus principal
- (el) María Tsimbídou-Avlonití, « Αγ. Αθανάσιος 1994. Το χρονικό μιας αποκάλυψης » [« Ágios Athanásios 1994. La chronique d'une découverte »], Le travail archéologique en Macédoine et en Thrace, Thessalonique, vol. 8,‎ 1994, p. 231–240 (ISSN 1106-5311, lire en ligne).
- (el) María Tsimbídou-Avlonití, « Άγιος Αθανάσιος, Μακεδονικός τάφος ΙΙΙ. Ο οπλισμός του ευγενούς νεκρού [« Ágios Athanásios, tombe macédonienne III. L'armure du noble défunt »] », dans ΝΑΜΑΤΑ, Τιμητικός Τόμος για τον Καθηγητή Δ. Παντερμαλή [« NAMATA, Volume en hommage au Professeur D. Pantermalís »], Thessalonique, University Studio Press,‎ 2011, 468 p. (ISBN 9789601220222, lire en ligne).

#### Sur le troisième tumulus
- (el) María Tsimbídou-Avlonití, « Άγιος Αθανάσιος 1995. Ο τρίτος ταφικός τύμβος » [« Ágios Athanásios 1995. Le troisième tumulus »], Le travail archéologique en Macédoine et en Thrace, Thessalonique, vol. 9,‎ 1995, p. 301–310 (ISSN 1106-5311, lire en ligne, consulté le 11 mai 2022).

#### Publications générales
- Haríclia Brecouláki, La peinture funéraire de Macédoine : emplois et fonctions de la couleur (IVe-IIe s. av. J.-C.), Paris, De Boccard, coll. « Meletemata » (no 48), 2006, 482 p. (ISBN 978-960-7905-32-1, lire en ligne [PDF]).
- (en) René Ginouvès (dir.), Macedonia: From Philip II to the Roman Conquest, Princeton, NJ, Princeton University Press, 1994, 254 p. (ISBN 0-691-03635-7), p. 178.
- (en) Dorota Gorzelany, Macedonia – Alexandria: Monumental Funerary Complexes of the Late Classical and Hellenistic Age, Oxford, Archaeopress Publishing, 2019, 248 p. (ISBN 978-1-78969-137-5, lire en ligne).
- (el) María Tsimbídou-Avlonití, « Οι ταφικοί τύμβοι της περιοχής Αγ. Αθανασίου Θεσσαλονίκης (1992-1997): Έρευνα και προοπτικές » [« Les tumulus de la région d'Ágios Athanásios (Thessalonique) (1992-1997) : Recherche et perspectives »], Le travail archéologique en Macédoine et en Thrace, Thessalonique, vol. 10A,‎ 1996, p. 427–442 (ISSN 1106-5311, lire en ligne, consulté le 11 mai 2022).
- (el) María Tsimbídou-Avlonití, Μακεδονικοί τάφοι στον Φοίνικα και στον Αγ. Αθανάσιο Θεσσαλονίκης. Συμβολή στη μελέτη της εικονογραφίας των ταφικών μνημείων της Μακεδονίας [« Tombes macédoniennes à Fínikas et Ágios Athanásios (Thessalonique). Contribution à l'étude de l'iconographie des monuments funéraires de Macédoine »], Athènes, Ministère de la Culture,‎ 2005, 278 p. (ISBN 9789602144428).